# Karl Ove Knausgård
Karl Ove Knausgård (pronuncia norvegese [ˈkɑːɭ ˈuːvə ˈknæʉsˌɡɔːɾ]; Oslo, 6 dicembre 1968) è uno scrittore norvegese.
È diventato noto in tutto il mondo per una serie di sei romanzi autobiografici, intitolati Min Kamp (letteralmente, in italiano: "La mia lotta").
Dal completamento della serie Min Kamp nel 2011, ha pubblicato anche una serie di quattro libri autobiografici dedicati alle quattro stagioni, oltre a lavori critici sull'arte di Edvard Munch. Ha vinto il Premio Brage nel 2009, il Jerusalem Prize nel 2017 e il Premio Nordico dell'Accademia svedese nel 2019. 

## Biografia
Nato a Oslo, Knausgård è cresciuto tra Tromøya, Arendal e Kristiansand e ha studiato arti e letteratura all'università di Bergen. Attualmente vive in Svezia, a Malmö, con la moglie, la scrittrice svedese Linda Boström Knausgård, e i loro quattro figli. Da ragazzo ha suonato la batteria in un gruppo indie-rock e ha recensito diversi libri su riviste underground norvegesi. Ha debuttato nel 1998 con il romanzo Ute av Verden (Fuori dal mondo, non pubblicato in Italia); per questo libro è stato insignito del Premio letterario della Critica Norvegese (Norwegian Critics Prize for Literature); si è trattato del primo caso di assegnazione del premio a un debuttante. Il suo secondo romanzo, En tid for alt (Un tempo per ogni cosa, anche questo non pubblicato in Italia), edito nel 2004, ha vinto svariati premi, ricevendo anche una nomina per il Premio letterario del consiglio nordico, uno dei premi più prestigiosi a livello letterario per gli stati nordici paragonabile all'IMPAC. Questo romanzo è stato considerato dalla critica newyorchese "un romanzo strano, irregolare e meraviglioso".
Nel 2009 ha vinto il Premio Brage nella sezione "Narrativa" con il libro La mia lotta - Volume 1 (uscito in Italia nell'ottobre 2010), il primo di sei volumi autobiografici pubblicati in Norvegia tra il 2009 ed il 2010. Il titolo originale del libro è Min Kamp, un accenno ironico al Mein Kampf di Adolf Hitler (con cui non ha niente in comune). In totale, i sei volumi corrisponderanno a oltre 3000 pagine. L'uscita di questo romanzo ha suscitato molto scalpore e molti dibattiti in Norvegia soprattutto perché Knausgård ha descritto dettagliatamente la vita privata della sua famiglia e di alcuni suoi amici e conoscenti. Tuttavia il romanzo ha riscosso un grande successo con molte critiche favorevoli prima ancora che l'ultimo volume fosse pubblicato. Può quindi considerarsi uno dei più grandi successi norvegesi mai pubblicati.
- In un'intervista radiofonica con l'ex moglie Tonje Aursland, dalla quale è separato e che ha avuto un ruolo centrale in episodi del romanzo Min Kamp, Knausgård ha ammesso di aver fatto svariate volte una sorta di patto col diavolo, sacrificando la sua relazione con parte della sua famiglia e dei suoi amici. Nell'ottobre 2010 l'ex moglie, durante un documentario radiofonico trasmesso su NRK[4], ha dichiarato quanto fosse stato doloroso leggere nel quinto volume dell'opera del tradimento dell'ex marito; a questo proposito egli ha dichiarato di averla avvertita e di averle fatto leggere il passaggio prima della pubblicazione[1]. I volumi di Min Kamp sono stati tradotti in diverse lingue in tredici paesi e in Danimarca i primi due hanno ricevuto un grande riscontro positivo da parte della critica[5].

## Opere
- (DA)  Ute av verden, 1998
- (DA)  En tid for alt, 2004
- (DA)  Alt, som er i himmelen (con Thomas Wågeström), 2012
- (DA)  Sjelens Amerika, 2013
- (DA)  Nakken (con Thomas Wågeström), 2014
- (DA)  Hjemme/Borte (con Fredrik Ekelund), 2014

Ciclo di romanzi Min kamp ("La mia lotta")
1. (DA)  Min kamp. Første bok, 2009
  - La mia lotta (1), Firenze, Ponte alle Grazie, trad. it. Lisa Raspanti, 2010. ISBN 88-6220-165-6
  - La morte del padre, Milano, Feltrinelli, trad. it. Margherita Podestà Heir, 2014. ISBN 978-88-07-03114-4
2. (DA)  Min kamp. Andre bok, 2009
  - La mia lotta (2), Firenze, Ponte alle Grazie, trad. it. Lisa Raspanti, 2011. ISBN 88-6220-339-X
  - Un uomo innamorato, Milano, Feltrinelli, trad. it. Margherita Podestà Heir, 2015. ISBN 978-88-07-03143-4
3. (DA)  Min kamp. Tredje bok, 2009
  - L'isola dell'infanzia, Milano, Feltrinelli, trad. it. Margherita Podestà Heir, 2015. ISBN 978-88-07-03169-4
4. (DA)  Min kamp. Fjerde bok, 2010
  - Ballando al buio, Milano, Feltrinelli, trad. it. Margherita Podestà Heir, 2016. ISBN 978-88-07-03196-0
5. (DA)  Min kamp. Femte bok, 2010
  - La pioggia deve cadere, Milano, Feltrinelli, trad. it. Margherita Podestà Heir, 2017. ISBN 978-88-07-03212-7
6. (DA)  Min kamp. Sjette bok, 2011
  - Fine, Milano, Feltrinelli, trad. it. Margherita Podestà Heir, 2020. ISBN 978-88-07-03372-8

Ciclo Årstid encyklopedien ("Enciclopedia stagionale")
1. (DA)  Om høsten, 2015
  - In autunno, Milano, Feltrinelli, trad. it. Margherita Podestà Heir, 2020. ISBN 9788807034176
2. (DA)  Om vinteren, 2015
  - In inverno, Milano, Feltrinelli, trad. it. Margherita Podestà Heir, 2021. ISBN 9788807034220
3. (DA)  Om våren, 2016
  - In primavera, Milano, Feltrinelli, trad. it. Margherita Podestà Heir, 2021. ISBN 9788807034404
4. (DA)  Om sommeren, 2016
  - In estate, Milano, Feltrinelli, trad. it. Margherita Podestà Heir, 2021. ISBN 9788807034510

- (DA)  Morgenstjernen, 2020
  - La stella del mattino, Milano, Feltrinelli, trad. it. Margherita Podestà Heir, 2022. ISBN 9788807035074
  - (DA)  Ulvene Fra Evigghetens Skog, 2021
  - i lupi nel bosco dell'eterno, Milano, Feltrinelli, trad. it. Margherita Podestà Heir, 2023. ISBN 9788807035562